# Tordelrábano
Tordelrábano község Spanyolországban, Guadalajara tartományban. Tordelrábano Alcolea de las Peñas, Barcones, Paredes de Sigüenza és Sigüenza községekkel határos. Lakosainak száma 11 fő (2024).

## Népesség
A település népessége az utóbbi években az alábbiak szerint változott:
| Lakosok száma | 11   | 11   | 9    | 10   | 20   | 14   | 20   | 26   | 10   | 11   |
|               | 2001 | 2004 | 2006 | 2009 | 2011 | 2014 | 2016 | 2019 | 2021 | 2024 |